# Schwimmbadreaktor

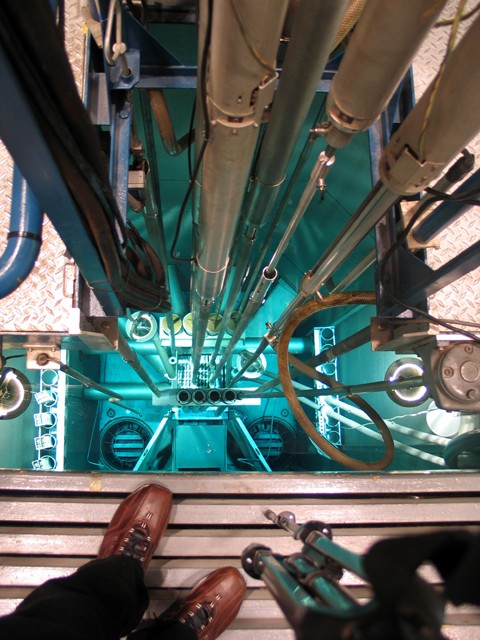
Der Pulstar-Reaktor in den USA

Ein Schwimmbadreaktor (auch Swimmingpool-Reaktor oder Wasserbeckenreaktor) ist ein Forschungsreaktor, dessen Reaktorkern sich in einem mehrere Meter tiefen, nach oben offenen Wasserbecken befindet. Dadurch sind Eingriffe und Experimente für Forschungszwecke und Ausbildung leicht möglich. Auch können Materialproben, z. B. zur Gewinnung von Radionukliden für medizinische Zwecke, bestrahlt werden.

## Funktionsweise
Das Wasser dient als Moderator und zur Kühlung. Die dicke Wasserschicht über dem Reaktorkern genügt bei abgeschaltetem Reaktor auch als Abschirmung gegen die Strahlung. Der obere Teil des Aufstellungsraums ist dann begehbar.

## Gründe für den Einsatz als Forschungsreaktor
Für Leistungsreaktoren zur Stromerzeugung eignet sich eine solche Bauweise nicht, denn mit Wasser auf Atmosphärendruck könnte kein sinnvoller thermischer Wirkungsgrad erreicht werden. Der Carnot-Wirkungsgrad von Wasser bei 100 °C als „heißes“ Ende und Raumtemperatur (20 °C) als „kaltes“ Ende beträgt 1-(293,15 K/373,15 K)=21,4 %. Reale Wirkungsgrade von Wärmekraftmaschinen sind immer unterhalb des Carnot-Wirkungsgrades. Aus diesem Grund steht sowohl in Siedewasserreaktoren als auch in Druckwasserreaktoren das Wasser unter enormem Druck, sodass Arbeitstemperaturen jenseits der 250 °C oder jenseits der 300 °C erreicht werden. Dennoch sind diese Temperaturen niedriger als jene, die bei der Verbrennung von Kohle oder Gas entstehen, was erklärt, warum seit Beginn der kommerziellen Nutzung der Kernenergie Reaktoren mit anderen Kühlmitteln als flüssigem Wasser – und damit erreichbaren Temperaturen jenseits des kritischen Punktes von Wasser (374,12 °C) – erprobt und erforscht worden sind. Da für Fernwärme geringere Temperaturen ausreichend sind, könnte ein Schwimmbadreaktor allerdings für die reine Wärmeerzeugung genutzt werden (keine Kraft-Wärme-Kopplung).
Für die Forschung sind offene Designs gut geeignet, da jederzeit Dinge in den Kern eingeführt oder aus ihm entfernt werden können – bei den meisten Leistungsreaktoren ist dies nur im „Cold Shutdown“ möglich. Darüber hinaus ermöglicht der atmosphärische Druck und die im Verhältnis zur Leistung gigantische Menge an Kühlwasser ein hohes Maß an passiver Sicherheit. Reaktoren vom Typ TRIGA werden teilweise sogar von Studenten an Universitäten ohne naturwissenschaftliche Fakultät bedient.

## Situation in Deutschland
In Deutschland werden oder wurden mehrere Schwimmbadreaktoren betrieben. Der bekannteste war der Forschungsreaktor München FRM I, wegen der äußeren Form seines Gebäudes „Atomei“ genannt. Er wurde am 28. Juli 2000 um 10:30 Uhr endgültig abgeschaltet, damit sein Nachfolger FRM II in Betrieb gehen konnte. Dieser ist mit einer thermischen Nennleistung von 20 MW der größte Forschungsreaktor in Deutschland.

## Weltweit
Auch die stärkste spaltungsbasierte Neutronenquelle der Welt, der Höchstflussreaktor im ILL in Grenoble, ist ein Schwimmbadreaktor.

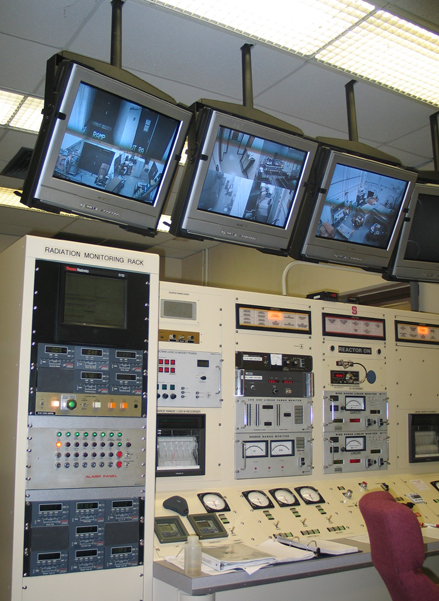
Der Kontrollraum des Pulstar-Reaktors
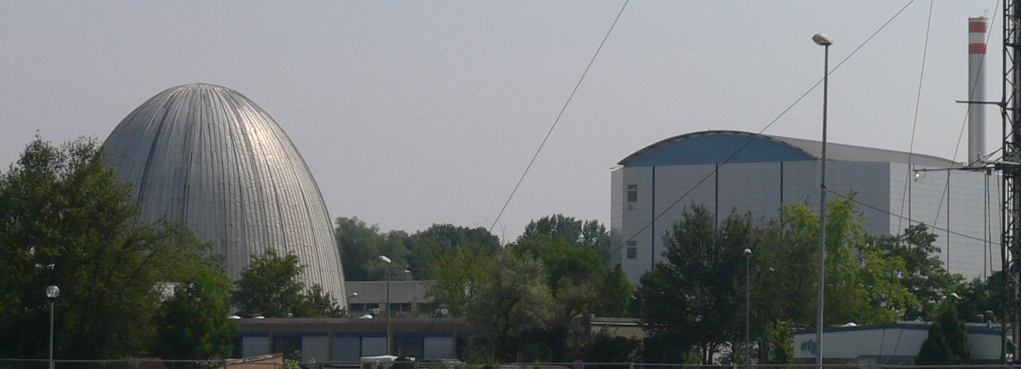
Atomei (FRM I) und FRM II im Hintergrund